# 14 maj
14 maj är den 134:e dagen på året i den gregorianska kalendern (135:e under skottår). Det återstår 231 dagar av året.

## Återkommande bemärkelsedagar

### Nationaldagar
- Israel (till minne av landets grundande denna dag 1948)

### Flaggdagar
- Paraguay: Paraguayanska flaggans dag (firandet fortsätter dagen därpå, som är Paraguays nationaldag)

### Helgondagar
- Aposteln Mattias

### Övriga
- Teckenspråkets dag[1]

## Namnsdagar

### I den svenska almanackan
- Nuvarande – Halvard och Halvar
- Föregående i bokstavsordning
  - Cornelia – Namnet fanns under 1600-talet på 31 mars och förekom på 1790-talet på dagens datum, men utgick sedan. 1986 infördes det på 16 september, men flyttades 1993 till 22 november och utgick 2001.
  - Halvar – Namnet infördes på dagens datum 1986, men flyttades 1993 till 1 april, för att 2001 återföras till dagens datum.
  - Halvard – Namnet förekom före 1901 tidvis på 15 maj, men flyttades detta år till dagens datum. Det fanns där fram till 1993, då det utgick. 2001 återinfördes det dock på dagens datum.
  - Halvor – Namnet infördes på dagens datum 1986, men utgick 1993.
  - Kristian – Namnet förekom på dagens datum på 1660-talet, men utgick sedan. 1778 infördes det på 13 november och har funnits där sedan dess.
  - Lill – Namnet infördes på dagens datum 1993, men utgick 2001.
  - Lillemor – Namnet infördes 1986 på 18 oktober. 1993 flyttades det till dagens datum och 2001 till 18 november.
  - Korona – Namnet fanns, till minne av Corona en kvinnlig martyr, även i formen Corona på dagens datum före 1901, då det utgick.
- Föregående i kronologisk ordning
  - Före 1901 – Korona eller Corona, Kristian och Cornelia
  - 1901–1985 – Halvard
  - 1986–1992 – Halvard, Halvar och Halvor
  - 1993–2000 – Lillemor och Lill
  - Från 2001 – Halvard och Halvar
- Källor
  - Brylla, Eva (red.): Namnlängdsboken, Norstedts ordbok, Stockholm, 2000. ISBN 91-7227-204-X
  - af Klintberg, Bengt: Namnen i almanackan, Norstedts ordbok, Stockholm, 2001. ISBN 91-7227-292-9

### Finlandssvenska almanackan
- Nuvarande från 1929[2] – Edit
- I föregående revideringar[a][3]
  - inga ändringar sedan 1929

## Händelser

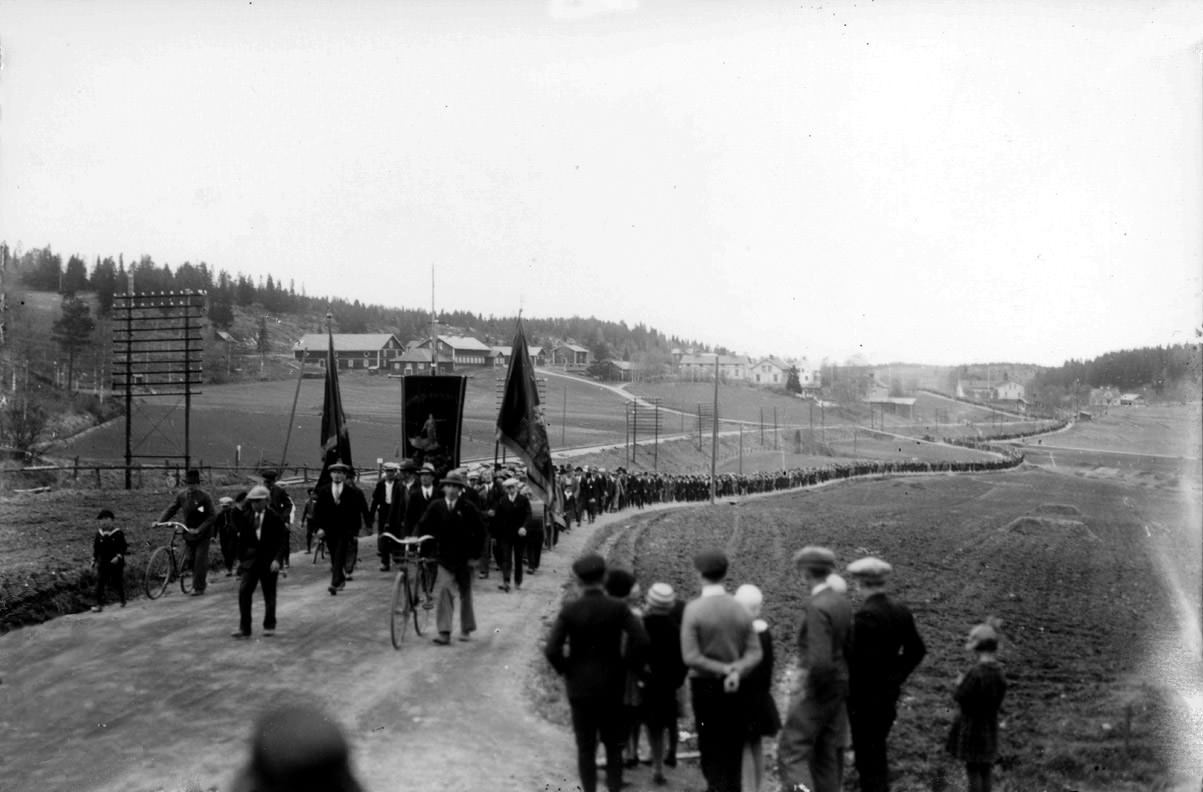
Bild på demonstrationståget i Ådalen, strax innan skotten föll.

- 1572 – Sedan Pius V har avlidit den 1 maj väljs Ugo Boncompagni till påve och tar namnet Gregorius XIII. Under hans tid börjar bland annat den gregorianska kalendern införas i vissa katolska länder (från och med 1582).
- 1610 – Den franske kungen Henrik IV blir mördad i Paris, då den sinnesförvirrade katolske fanatikern François Ravaillac klockan fyra på morgonen hoppar upp på kungens vagn och dödar honom med två knivhugg. Ravaillac grips omedelbart och avrättas den 27 maj genom hängning, dragning och fyrdelning (en tortyr- och avrättningsmetod reserverad för kungamördare). Samma dag som Henrik blir mördad efterträds han som kung av Frankrike av sin son Ludvig XIII.
- 1643 – Vid den franske kungen Ludvig XIII:s död (på årsdagen av hans trontillträde 1610) efterträds han som kung av Frankrike av sin fyraårige son Ludvig XIV. Denne kommer att sitta på tronen till sin död 1715 och denna period på 72 år blir den hittills längsta regentperioden i Europas historia. Ludvig blir under sin regeringstid känd som ”Solkungen”.
- 1796 – Den brittiske läkaren Edward Jenner lyckas utföra världens första vaccination, genom att inympa den för människor ofarliga sjukdomen kokoppor på en pojke vid namn Phipps. Jenner har nämligen upptäckt, att mjölkerskor, som har smittats av sjukdomen av de kor de mjölkar, sedan har blivit immuna mot den mycket farliga sjukdomen smittkoppor och genom att ge en person den ofarliga sjukdomen hoppas Jenner göra personen immun mot den farligare sjukdomen. När han några veckor senare försöker inympa smittkoppor på pojken har experimentet lyckats, då pojken har utvecklat immunitet och inte drabbas av sjukdomen. Vaccination (ett ord Jenner skapar från latinets ord för ko, vacca) börjar inom några år utföras på barn över stora delar av Europa.
- 1856 – En rättegång inleds mot den brittiske läkaren William Palmer och blir en av 1800-talets mest uppmärksammade. Palmer står anklagad för att ha mördat minst 14 personer genom att förgifta dem med stryknin. Då han befinns skyldig till morden döms han till döden och avrättas genom hängning en månad senare.
- 1900 – Olympiska sommarspelen 1900 i Paris invigs.
- 1907 – Näsmeteoriten hittas, ett av få upptäckta meteoritnedslag i Sverige
- 1912 – Vid Fredrik VIII:s död efterträds han som kung av Danmark av sin son Kristian X.
- 1931 – En grupp strejkande arbetare tågar mot Lunde (se bild) utanför Kramfors, för att protestera mot att strejkbrytare har satts in för att ersätta dem och utföra deras arbetsuppgifter. Tillkallad militär försöker stoppa demonstrationståget, men när arbetarna vägrar stanna öppnar militären eld mot dem. Fyra demonstranter och en kvinna bland åskådarna skjuts ihjäl och detta, som går till historien som Ådalshändelserna, blir en uppmärksammad nyhet i hela Sverige. Det hela leder till att en ny lag införs, genom vilken militär förbjuds sättas in mot civilbefolkningen. I framtiden får endast polisen ingripa mot medborgarna.
- 1940 – Fyra dagar efter det tyska anfallet på västfronten under andra världskriget blir den nederländska hamnstaden Rotterdam utsatt för ett kraftigt bombanfall av det tyska flygvapnet, vilket leder till att Nederländerna dagen därpå kapitulerar till Tyskland, medan landets kungafamilj och regering går i exil till Storbritannien. Ockupationen av Nederländerna varar sedan i fem år, till befrielsen den 5 maj 1945.
- 1948 – Storbritanniens mandat över Palestina, som har varat sedan 1920, upphör och i samma stund utropar den judiske ledaren David Ben-Gurion området som staten Israel, samtidigt som han blir statens premiärminister.[4] Samma dag förklarar Arabförbundet krig mot den nya staten och anfaller dagen därpå.
- 1948 – Minnessedeln "Gustav V 90 år" utges av Sveriges riksbank.
- 1955 – Representanter för åtta kommunistiska stater inom Östblocket (Albanien, Bulgarien, Polen, Rumänien, Sovjetunionen, Tjeckoslovakien, Ungern och Östtyskland) undertecknar i den polska huvudstaden Warszawa ett fördrag, genom vilket länderna bildar en försvarspakt (som kommer att kallas Warszawapakten). Detta är en reaktion från Östblocket mot att de västallierade 1949 har bildat försvarspakten Nato och att Västtyskland den 5 maj har blivit helt självständigt och blivit medlem av den Västeuropeiska unionen.
- 1981 – Den svenska riksdagen erkänner att teckenspråk är förstaspråk för döva personer i Sverige. Därmed får de samma rättigheter att använda detta språk som andra som talar erkända minoritetsspråk.
- 2018 – USA:s ambassad i Jerusalem i Israel invigs, efter att president Donald Trump beslutat att flytta ambassaden dit från Tel Aviv, där den tidigare låg.[5]

## Födda
- 1316 – Karl IV, kung av Böhmen och Tyskland samt hertig av Luxemburg från 1346, tysk-romersk kejsare och kung av Italien 1355–1378
- 1670 – Pehr Lennartsson Ribbing, svensk lagman, kammarråd och lantmarskalk, landshövding i Uppsala län 1714-1719
- 1710 – Adolf Fredrik, kung av Sverige 1751–1771
- 1732 – Samuel Livermore, amerikansk politiker, senator för New Hampshire 1793–1801
- 1771 – Robert Owen, brittisk industriägare och samhällsreformator
- 1780 – Jules de Polignac, fransk politiker, Frankrikes konseljpresident 1829–1830
- 1823 – Carl Björn, svensk trädgårdsmästare och riksdagsman
- 1849 – Jean-Jacques Winders, belgisk arkitekt
- 1850 – Alva Adams, amerikansk demokratisk politiker, guvernör i Colorado 1887–1889, 1897–1899 och 1905
- 1852 – Alton B. Parker, amerikansk jurist och demokratisk politiker
- 1867 – Kurt Eisner, tysk socialistisk politiker och revolutionsledare
- 1888 – Miles Mander, brittisk skådespelare, regissör, manusförfattare, romanförfattare och pjäsförfattare
- 1897 – Sidney Bechet, amerikansk jazzmusiker och kompositör
- 1905 – Jean Daniélou, fransk teolog och kardinal
- 1911 – Arne S. Lundberg, svensk journalist, företagsledare, diplomat och teknologie doktor
- 1921 – Arve Opsahl, norsk skådespelare och komiker
- 1922 – Franjo Tuđman, kroatisk officer, professor, politiker, Kroatiens president 1990–1999
- 1926 – Eric Morecambe, brittisk komiker, den ene av komikerduon Morecambe & Wise
- 1929
  - Barbara Branden, amerikansk, författare, redaktör och föreläsare
  - Åke Ortmark, svensk journalist, redaktör, författare och TV-programledare
- 1933 – Siân Phillips, brittisk skådespelare
- 1937 – Göran Tunström, svensk författare
- 1938 – Sven Hulterström, svensk socialdemokratisk politiker, Sveriges kommunikationsminister 1985–1989 och socialminister 1989–1990
- 1942 – Byron Dorgan, amerikansk demokratisk politiker, senator för North Dakota 1992–2011
- 1943
  - Ólafur Ragnar Grímsson, isländsk politiker, Islands finansminister 1988–1991 och president 1996–2016
  - Alan Mollohan, amerikansk demokratisk politiker
- 1944 – George Lucas, amerikansk regissör, manusförfattare och producent
- 1945 – Yochanan Vollach, israelisk fotbollsspelare
- 1946 – Victoria Yagling, sovjetisk-finländsk cellist och kompositör
- 1950 – Jackie Speier, amerikansk demokratisk politiker
- 1951 – Anders Paulrud, svensk författare
- 1952
  - Robert Zemeckis, amerikansk regissör, producent och manusförfattare
  - David Byrne, amerikansk sångare, musiker, kompositör, textförfattare och konstnär, frontfigur i gruppen Talking Heads
- 1953 – Hywel Williams, brittisk walespartistisk politiker, parlamentsledamot 2001–2024
- 1954 – Peter J. Ratcliffe , brittisk biolog, mottagare av Nobelpriset i fysiologi eller medicin 2019
- 1956 – Hazel Blears, brittisk labourpolitiker, parlamentsledamot 1997–2015
- 1957 – Jimmy Karlsson, svensk regissör, manusförfattare och producent
- 1959 – Patrick Bruel, fransk musiker, skådespelare och pokerspelare
- 1961 – Tim Roth, brittisk skådespelare
- 1962
  - Danny Huston, amerikansk skådespelare
  - Wolfgang Přiklopil, österrikisk kidnappare
- 1965 – Erik Paulsen, amerikansk republikansk politiker, kongressledamot 2009–2019
- 1966 – Marie-Helene "Billan" Westin, svensk längdskidåkare, bragdmedaljör
- 1969 – Cate Blanchett, australisk skådespelare
- 1970 – Morgan Johansson, svensk socialdemokratisk politiker, Sveriges justitieminister 2014–2022
- 1971 – Sofia Coppola, amerikansk regissör, manusförfattare och skådespelare
- 1973 – Anders Eriksson, svensk enduroförare
- 1975 – Lina Englund, svensk skådespelare
- 1976 – Martine McCutcheon, brittisk sångare, skådespelare och tv-personlighet
- 1980 – Pelle Nilsson, svensk journalist och tv-programledare
- 1983 – Amber Tamblyn, amerikansk skådespelare och poet
- 1984 – Mark Zuckerberg, amerikansk IT-entreprenör, grundare av Facebook

## Avlidna
- 649 – Theodor I, påve sedan 642
- 964 – Johannes XII, omkring 27, påve sedan 955
- 1610 – Henrik IV, 56, kung av Frankrike sedan 1589 (mördad)
- 1643 – Ludvig XIII, 41, kung av Frankrike sedan 1610
- 1840 – Carl Ludvig Engel 61, tyskfödd arkitekt
- 1856 – Théodore Guérin, 57, fransk romersk-katolsk nunna och helgon
- 1908 – Daniel Lindsay Russell, 62, amerikansk republikansk politiker, kongressledamot 1879–1881 och guvernör i North Carolina 1897–1901
- 1912
  - August Strindberg, 63, svensk författare, dramatiker och konstnär
  - Fredrik VIII, 68, kung av Danmark sedan 1906
- 1918 – Max Wilms, 50, tysk kirurg
- 1919 – Henry Heinz, 74, amerikansk affärsman och livsmedelstillverkare
- 1933 – Pontus Henriques, 80, svensk teknisk lärare och läroboksförfattare
- 1936 – Edmund Allenby, 75, brittisk general
- 1940 – Emma Goldman, 70, rysk-kanadensisk anarkist
- 1943 – Henri La Fontaine, 89, belgisk jurist och politiker, mottagare av Nobels fredspris 1913
- 1954 – Heinz Guderian, 65, tysk militär, generalöverste 1940
- 1959 – Sidney Bechet, 62, amerikansk jazzmusiker
- 1966 – Oluf Høst, 82, dansk målare
- 1968 – Viveka Linder, 49, svensk skådespelare
- 1970 – Billie Burke, 84, amerikansk skådespelare och scenstjärna
- 1975 – Ernst Alexanderson, 97, svensk ingenjör
- 1979
  - Hugo Bolander, 88, svensk producent, regissör, skådespelare och manusförfattare
  - Jean Rhys, 88, brittisk författare
- 1984 – Walter Rauff, 77, tysk SS-officer
- 1988 – Willem Drees, 101, nederländsk politiker
- 1987 – Rita Hayworth, 68, amerikansk skådespelare och dansare
- 1991 – Kerstin Sundmark, 69, svensk kompositör och sångtextförfattare
- 1995 – Christian Anfinsen, 79, amerikansk kemist, mottagare av Nobelpriset i kemi 1972
- 1996 – Edward Gurney, 82, amerikansk republikansk politiker, senator för Florida 1969–1974
- 1998 – Frank Sinatra, 82, amerikansk sångare och skådespelare
- 2000 – Keizo Obuchi, 62, japansk politiker, Japans premiärminister 1998–2000
- 2003
  - Wendy Hiller, 90, brittisk skådespelare
  - Robert Stack, 84, amerikansk skådespelare
- 2004 – Arto Rautiainen, 36, svensk orienterare
- 2006 – Bruce Merrifield, 84, amerikansk kemist, mottagare av Nobelpriset i kemi 1984
- 2009 – Robert Rosburg, 82, amerikansk golfspelare med smeknamnet Rossie
- 2011
  - Teuvo Laukkanen, 91, finländsk längdskidåkare
  - Birgitta Trotzig, 81, svensk författare, ledamot av Svenska Akademien sedan 1993
- 2015 – B.B. King, 89, amerikansk bluesgitarrist
- 2018 – Tom Wolfe, 88, amerikansk journalist och författare
- 2019 – Sven Lindqvist, 87, svensk författare och professor